# Goli Otok
Goli Otok (pronunțat [ɡôliː ǒtok]; cu sensul de Insula stearpă; în italiană Isola Calva) este o insulă stearpă, nelocuită, care a fost locul unei închisori politice care a fost folosită atunci când Croația a făcut parte din Iugoslavia. Închisoarea a funcționat între 1949 și 1989.
Insula este situată în nordul Mării Adriatice, chiar în largul coastei cantonului Primorje-Gorski Kotar, Croația, cu o suprafață de aproximativ 4,5 kilometri pătrați (1,7 mi2). Expusă vânturilor puternice bora, în special iarna, suprafața insulei este aproape complet lipsită de vegetație, de unde și numele de Goli Otok (literal, „insula sterilă/stearpă” în limba croată). Este cunoscută și sub numele de „Alcatrazul croat” datorită închisorii de pe insulă și a securității ridicate.

## Închisoarea de pe Goli Otok
În ciuda faptului că a fost de mult timp un loc de pășunat ocazional pentru turmele de ciobani din zonă, se pare că insula stearpă nu a fost niciodată locuită mai mult timp în afară de prizonieri în timpul secolului al XX-lea.
De-a lungul Primului Război Mondial, Austro-Ungaria a trimis prizonieri de război ruși de pe Frontul de Est la Goli Otok.
În 1949, întreaga insulă a fost transformată oficial într-o închisoare de înaltă securitate, secretă și un lagăr de muncă condus de autoritățile Republicii Populare Federale Iugoslavia, împreună cu insula Sveti Grgur⁠(d) din apropiere, unde s-a aflat un lagăr similar dar pentru femei. Până în 1956, în urma rupturii dintre Tito și Stalin și pe tot parcursul perioadei Informbiro⁠(d), locul a fost folosit pentru a încarcera prizonierii politici. Printre aceștia s-au numărat staliniști cunoscuți sau presupuși, dar și alți membri ai Partidului Comunist din Iugoslavia sau chiar cetățeni care nu aparțineau niciunui partid, dar care au fost acuzați de simpatie sau înclinații față de Uniunea Sovietică.
Mulți anticomuniști (sârbi, croați, macedoneni, albanezi și alți naționaliști etc.) au fost de asemenea închiși în închisoarea de pe Goli Otok. De asemenea, prizonierii apolitici au fost trimiși pe insulă pentru a executa pedepse penale simple, iar unii dintre ei au fost condamnați la moarte. Un total de aproximativ 16.000 deținuți politici au fost închiși aici, dintre care între 400 și 600 au murit pe insulă. Alte surse, bazate în mare parte pe diverse declarații individuale, susțin că aproape 4.000 de prizonieri au decedat în acest lagăr.
Deținuții din închisoare au fost forțați să muncească (într-o carieră de piatră, olărit și tâmplărie), indiferent de condițiile meteorologice: vara temperatura poate crește până la 40 °C (104 °F), în timp ce în timpul iernii au fost supuși vântului răcoros bora și temperaturilor negative. Închisoarea a fost condusă în întregime de deținuți, iar sistemul său ierarhic i-a forțat pe condamnați să se bată, să se umilească, să se denunțe și să se evite reciproc. Cei care au cooperat puteau spera să avanseze în ierarhie și să primească un tratament mai bun.
După ce Iugoslavia a normalizat relațiile cu Uniunea Sovietică, închisoarea din Goli Otok a trecut sub jurisdicția provincială a Republicii Populare Croația (de la autoritățile federale iugoslave). Cu toate acestea, închisoarea a rămas un subiect tabu în Iugoslavia până la începutul anilor 1980. Antonije Isaković⁠(d) a scris romanul Tren (Moment) despre închisoare în 1979, așteptând până la moartea lui Josip Broz Tito în 1980 pentru a o publica. Cartea a devenit instantaneu un bestseller.
Închisoarea a fost închisă la 30 decembrie 1988 și complet abandonată în 1989. De atunci a fost lăsată în paragină și în prezent a devenit o atracție turistică și este populată de ciobani de pe insula croată Rab. Foștii prizonieri croați s-au organizat în Asociația foștilor prizonieri politici din Goli Otok. În Serbia, ei sunt organizați în Societatea Goli Otok.

### Prizonieri notabili
- Šaban Bajramović⁠(d), muzician sârb rrom[22]

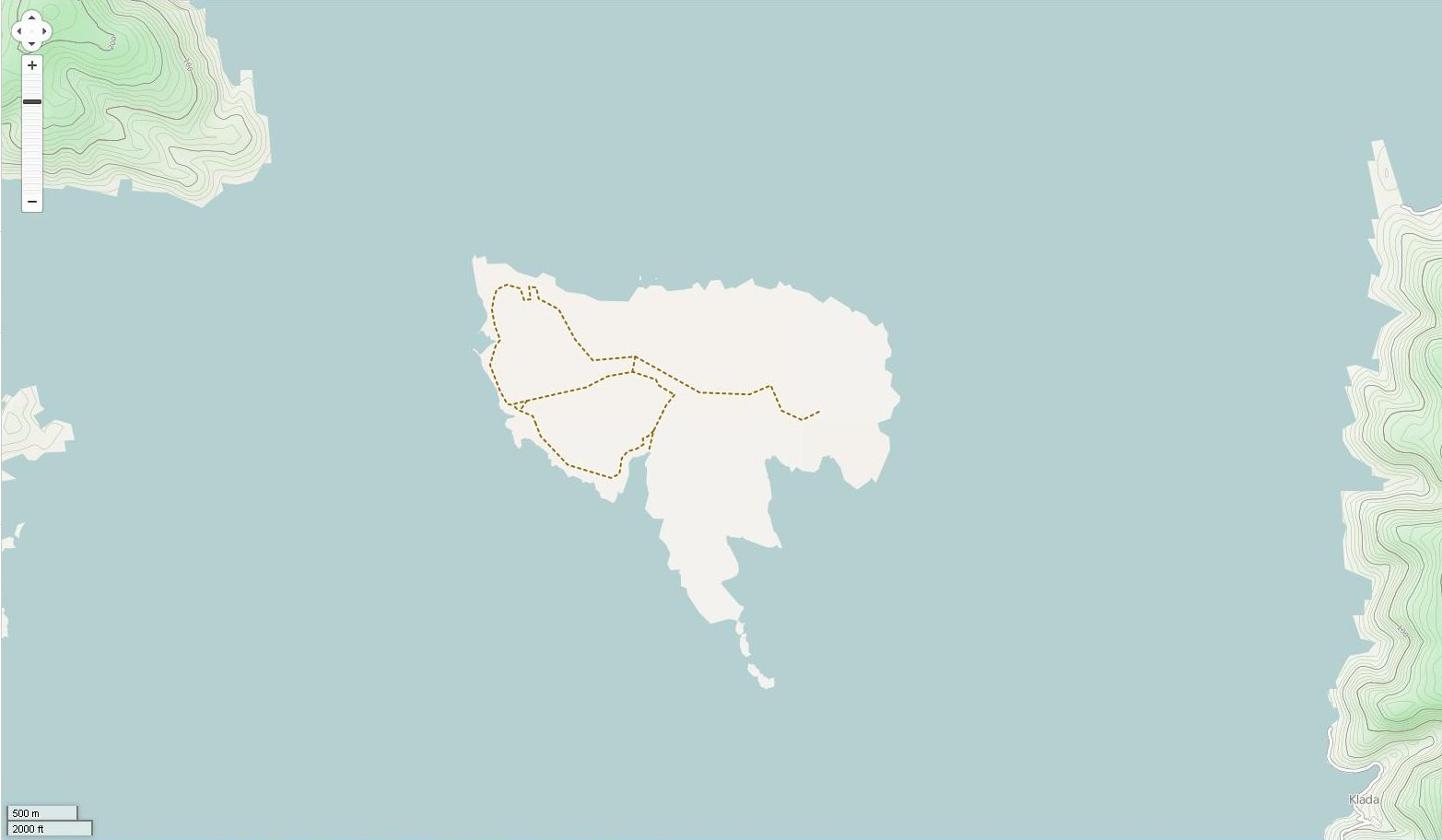
Harta insulei Goli Otok

- Panko Brashnarov, politician macedonean[23]
- Vlado Dapčević⁠(d), revoluționar și partizan comunist muntenegrean iugoslav[24]
- Adem Demaçi⁠(d), politician și autor albanez kosovar[25]
- Teki Dervishi⁠(d), scriitor albanez[25]
- Vlado Dijak⁠(d), scriitor și partizan sârb bosniac iugoslav[26]
- Alija Izetbegović, fost președinte al Bosniei și Herțegovinei[25]
- Nikola Kljusev⁠(d), fost prim-ministru al Macedoniei [27]
- Tine Logar⁠(d), lingvist sloven[28]
- Venko Markovski⁠(d), scriitor macedonean[5]
- Dragoljub Mićunović⁠(d), partizan, sociolog și politician[29]
- Dragoslav Mihailović⁠(d), scriitor sârb[30]
- Alfred Pal⁠(d), pictor și designer grafic croat[31]
- Dobroslav Paraga⁠(d), politician croat[19]

- Aleksandar Popović, scriitor sârb[32]

- Igor Torkar, scriitor sloven[5]
- Vlasta Velisavljević⁠(d), actor sârb[33]
- Ante Zemljar⁠(d), partizan și scriitor croat[34]
- Savo Zlatić⁠(d), medic și om politic croat[35]
- Vitomil Zupan⁠(d), scriitor sloven[5]

## Goli Otok în literatură

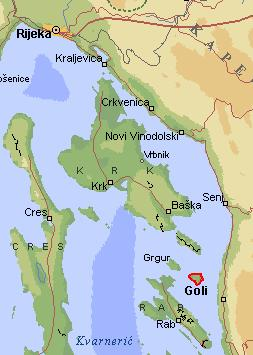
Goli Otok și insulele învecinate

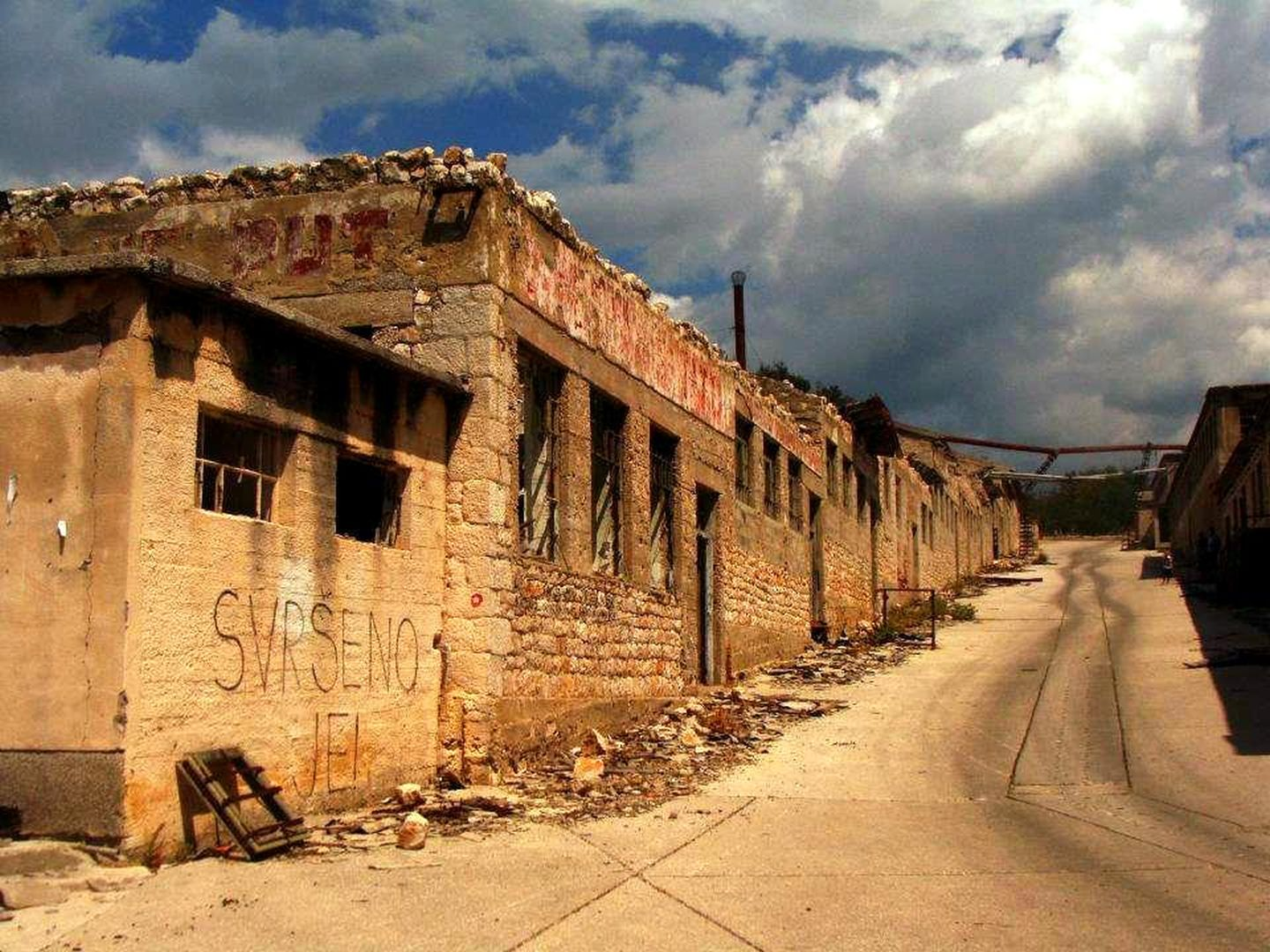
Graffiti cu textul „S-a terminat!”

- 1981: Noč do jutra (Noaptea până vine dimineața) ‒ roman al autorului sloven Branko Hofman⁠(d)[5]
- 1981: Herezia e Dervish Mallutes - roman alegoric al autorului kosovar Teki Dervishi
- 1982: Tren 2 - roman de Antonije Isaković⁠(d)
- 1984: Umiranje na obroke (Murind în rate) ‒ carte autobiografică a autorului sloven Igor Torkar, despre condițiile închisorii Goli Otok
- 1984: Goli Otok: The Island of Death ‒ carte de non-ficțiune a autorului bulgar/macedonean Venko Markovski⁠(d), care detaliază o istorie a închisorii Goli Otok
- 1990: Goli Otok de Dragoslav Mihailović
- 1993: Lov na stenice de Dragoslav Mihailović
- 1996: Goli Otok: stratište duha ‒ carte de non-ficțiune a autorului croat Mihovil Horvat, care conține evenimentele arestării și întemnițării sale în perioada Informbiro
- 1997: Goli Otok: Italiani nel Gulag di Tito ‒ raport istoric al autorului italo-croat Giacomo Scotti
- 1997: Zlotvori – roman de Dragoslav Mihailović
- 1997: Hawaii lui Tito ‒ roman al autorului folosind pseudonimul Rade Panic (nume luat de la o victimă politică cu același nume a cărei soție a fost înmormântată pe insulă; nu a folosit numele său real)[36]
- 2005: Razglednica s ljetovanja ‒ roman scurt autobiografic al autoarei croate Dubravka Ugrešić[37]
- 2010: Insula lumii - roman al autorului canadian, Michael D. O'Brien.
- 2019: Life Plays with Me (Publicat în America de Nord sub numele de More Than I Love My Life) - roman al scriitorului israelian David Grossman. Unul dintre personajele principale, Vera, a fost internat ca prizonier politic în Goli Otok înainte de a emigra în Israel.

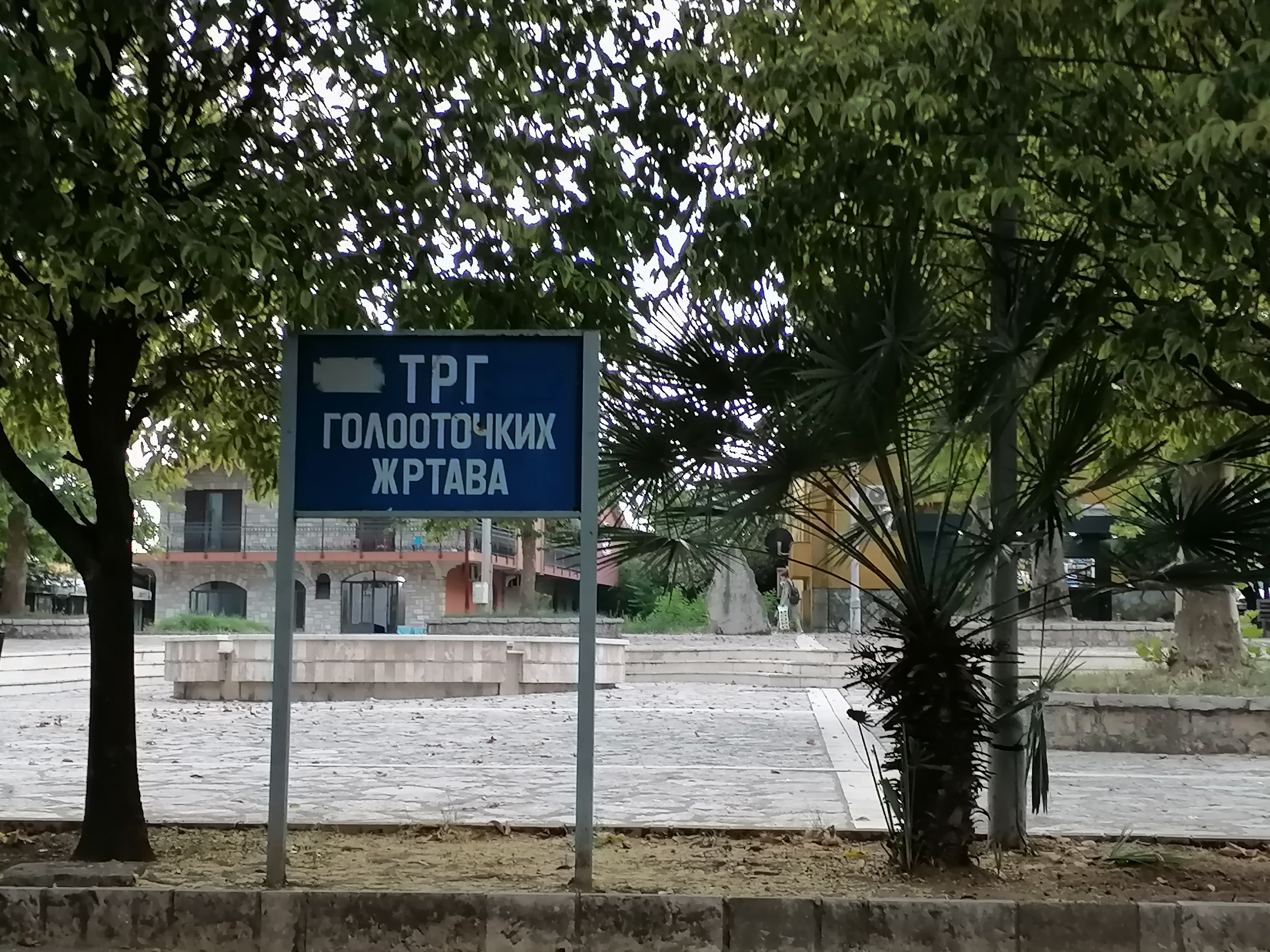
Piața victimelor de la Goli Otok - Danilovgrad, Muntenegru, fotografie din 2022.

## Goli Otok în film și televiziune
- 1996: The Seventh Chronicle (Sedma kronika) – lungmetraj croat despre un deținut de la Goli Otok care evadează înotând spre insula Rab, bazat pe un roman de Grgo Gamulin⁠(d)[38]
- 2002: Eva ‒ film documentar povestit în germană, ebraică și engleză care relatează experiențele Evei Panić-Nahir, o fostă prizonieră a insulei; produs/regiat de Avner Faingulernt⁠(d)[39]
- 2009: Strahota - Die Geschichte der Gefängnisinsel Goli Otok ‒ film documentar în limba germană despre 8 foști prizonieri; produs/regizat de Reinhard Grabher[40]
- 2012: Goli Otok ‒ film documentar regizat de Darko Bavoljak[41]
- 2013: Lost Survivors ‒ Episod din seriaul de supraviețuire TV reality Travel Channel intitulat „Prison Island”[42]
- 2014: Goli – film documentar regizat de Tiha K. Gudac[43]
- 2014: În numele poporului ‒ expoziție la Belgrad; cu o listă alfabetică de 16.500 de nume de persoane care au fost închise la Goli Otok, listă disponibilă pentru căutare online pe site-ul lor Arhivat în 17 aprilie 2024, la Wayback Machine.
- 2019: Mysteries of the Abandoned ‒ sezonul 4 episodul 9 „Bântuind pe Insula Ciumei”[44]